# 27 mai 2014
Le mardi 27 mai 2014 est le 147e jour de l'année 2014.

## Décès
- Charles Swithinbank (né le 17 novembre 1926), glaciologue britannique
- Helma Sanders-Brahms (née le 20 novembre 1940), réalisatrice et scénariste allemande
- Hugh Austin Curtis (né le 3 octobre 1932), personnalité politique canadienne
- Lochsong (née le 26 avril 1988), Cheval de course
- Mamy Rock (née le 29 mars 1940), disc jockey britannique
- Massimo Vignelli (né le 10 janvier 1931), designer italien

## Événements
- Publication de À ce stade de la nuit
- 16e étape du Tour d'Italie 2014
- Bataille de Buni Yadi
- Fin de la première bataille de l'aéroport de Donetsk
- Publication de The Sly Trilogy
- Publication du jeu vidéo Watch Dogs